# ウィリアム・ブーヴェリー (初代ラドナー伯爵)
初代ラドナー伯爵ウィリアム・ブーヴェリー（英語: William Bouverie, 1st Earl of Radnor FRS、1725年2月26日 – 1776年1月28日）は、グレートブリテン王国の貴族、政治家。1747年から1761年まで庶民院議員を務めた。

## 生涯
初代フォルクストン子爵ジェイコブ・ブーヴェリーと1人目の妻メアリー（Mary、旧姓クラーク（Clarke）、1701年頃 – 1739年11月24日、バーソロミュー・クラークの娘）の長男として、1725年2月26日に生まれ、3月6日にセント・ジョージ・ザ・マーター教会で洗礼を受けた。1733年から1742年までウィンチェスター・カレッジで教育を受けた後、1743年1月14日にオックスフォード大学ユニヴァーシティ・カレッジに入学、1747年2月16日にM.A.の学位を修得した。
1747年イギリス総選挙でソールズベリー選挙区から出馬した。ソールズベリー選挙区では父が影響力を有しており、ブーヴェリーは当選を果たした。父は同年にフォルクストン子爵に叙されて野党から与党に転じており、ブーヴェリーも与党の支持者とされた。1754年イギリス総選挙でも父の影響力により選挙戦を制して再選、ダプリン子爵の議員リストでトーリー党員として分類された。
1761年2月17日に父が死去すると、フォルクストン子爵位を継承した。同年にソールズベリー市裁判所判事（Recorder of Salisbury）に就任、1776年に死去するまで務めた。
1765年10月31日、グレートブリテン貴族であるラドナー州伯爵（一般的には「ラドナー伯爵」と呼称）とバークシャーにおけるコーゾルのプレイデル＝ブーヴェリー男爵に叙された。これらの爵位のうち、ラドナー伯爵位は特別残余権（special remainder）が定められており、初代伯爵の男系子孫が断絶した場合は父の男系子孫（すなわち、初代伯爵の弟たちおよびその子孫）が継承するとされた。1767年12月17日、王立協会フェローに選出された。
1776年1月28日に死去、2月8日にウィルトシャーのブリットフォードで埋葬された。長男ジェイコブが爵位を継承した。

## 家族
1748年1月18日、ハリエット・プレイデル（Harriet Pleydell、1750年5月29日没、初代準男爵サー・マーク・ステュアート・プレイデルの娘）と結婚、1男をもうけた。1768年に妻の父が死去すると、その遺産は妻との間の息子ジェイコブが継承した。
- ジェイコブ（1750年3月4日 – 1828年1月27日） - 第2代ラドナー伯爵[1]

1751年9月5日、レベッカ・アレイン（Rebecca Alleyne、1725年10月11日 – 1764年5月4日、初代準男爵サー・ジョン・ゲイ・アレインの娘）と再婚、4男2女をもうけた。
- ウィリアム・ヘンリー（英語版）（1752年10月30日 – 1806年8月23日） - 庶民院議員。1777年8月16日、ブリジット・ダグラス（Bridget Douglas、第14代モートン伯爵ジェイムズ・ダグラスの娘）と結婚、子供あり[11]
- バーソロミュー（英語版）（1753年10月29日 – 1835年5月31日） - 庶民院議員。1779年3月9日、メアリー・アランデル（Mary Arundell、ジェームズ・エヴェラード・アランデル閣下の娘）と結婚、子供あり[12]
- ヤング（Yonge、1759年4月16日 – ?） - 早世[13]
- エドワード（1760年9月20日 – 1824年12月30日） - 庶民院議員。1782年5月24日、キャサリン・マレー（Catherine Murray、1783年7月7日没、第4代ダンモア伯爵ジョン・マレーの娘）と結婚、子供あり。1785年12月20日、アラベラ・オーグル（Arabella Ogle、初代準男爵サー・シャローナー・オーグル（英語版）の娘）と再婚、子供あり[14]

1765年7月22日、アン・ダンクーム（Anne Duncombe、1730年6月24日 – 1795年6月18日、第3代準男爵サー・トマス・ヘイルズの娘、初代フェヴァーシャム男爵アンソニー・ダンクームの未亡人）と再婚、2女をもうけた。
- メアリー・エリザベス（1766年5月25日 – 7月5日[13]）
- キャロライン（1772年4月12日没[13]）